# 張載 (西晉)
張載（？—？），字孟陽。博陵郡安平县（今河北省衡水市安平县）人，西晉文學家。历仕曾任佐著作郎、著作郎、記室督、中書侍郎等職。西晉末年八王之亂，託病辞官而终。
張載與其弟張協、張亢都以文學著稱，時稱“三張”。另一說“三張”指張華與張載、張協二人。西晉太康初年，張載到四川看望父亲，途中经过劍閣，著《劍閣銘》，先寫劍閣形勢的險要，然后引用史料议论國之存亡是在于德而不在于險的道理，因此被明人張溥譽為“文章典則”（《張孟陽景陽集題辭》），晉武帝曾派人鐫刻《劍閣銘》於石。
張載今存詩10餘首，包括《七哀詩》2首，此外還有幾篇賦、頌和銘文。其中《濛汜賦》當時曾受到傅玄的推崇，是張載的成名作。張溥曾把張載和張協兄弟的作品合輯為《張孟陽景陽集》，收在《漢魏六朝百三家集》中。

## 延伸阅读
[在维基数据编辑]
 在维基文库阅读此作者作品
 《晉書·卷055》，出自房玄齡《晉書》